# جون ماكدونالد (لاعب هوكي جليد)
جون ماكدونالد هو لاعب هوكي جليد كندي، ولد في 24 نوفمبر 1921، وتوفي في 13 مارس 1990.

## وصلات خارجية
- جون ماكدونالد على موقع دوري الهوكي الوطني (الإنجليزية)
- جون ماكدونالد على موقع قاعة مشاهير الهوكي (لاعب أن.إتش.أل) (الإنجليزية)
- جون ماكدونالد على موقع EliteProspects.com (الإنجليزية)
- جون ماكدونالد على موقع HockeyDB.com (الإنجليزية)
- جون ماكدونالد على موقع Hockey-Reference.com (الإنجليزية)